# Шлиссельбург (линейный корабль, 1714)
«Шлиссельбург» — парусный линейный корабль 3 ранга, спущенный на воду в 1714 году.

## История строительства
Корабль «Шлиссельбург» был заложен на верфи Санкт-Петербургского Адмиралтейства 29 июня 1712 года. Постройку корабля вёл корабельный мастер Ричард Броун. «Шлиссельбург» был спущен со стапеля 28 сентября 1714 года.

## Конструкция корабля
Корабль имел два дека. Вооружение корабля составляли 60 орудий калибра от 4 до 18 фунтов.

## Боевая служба
Участвовал в Северной войне.
12 (23) июля 1733 года во время маневрирования столкнулся с фрегатом «Россия», в результате чего последний был повреждён и направлен в Кронштадт на ремонт.